# Joe Johnston

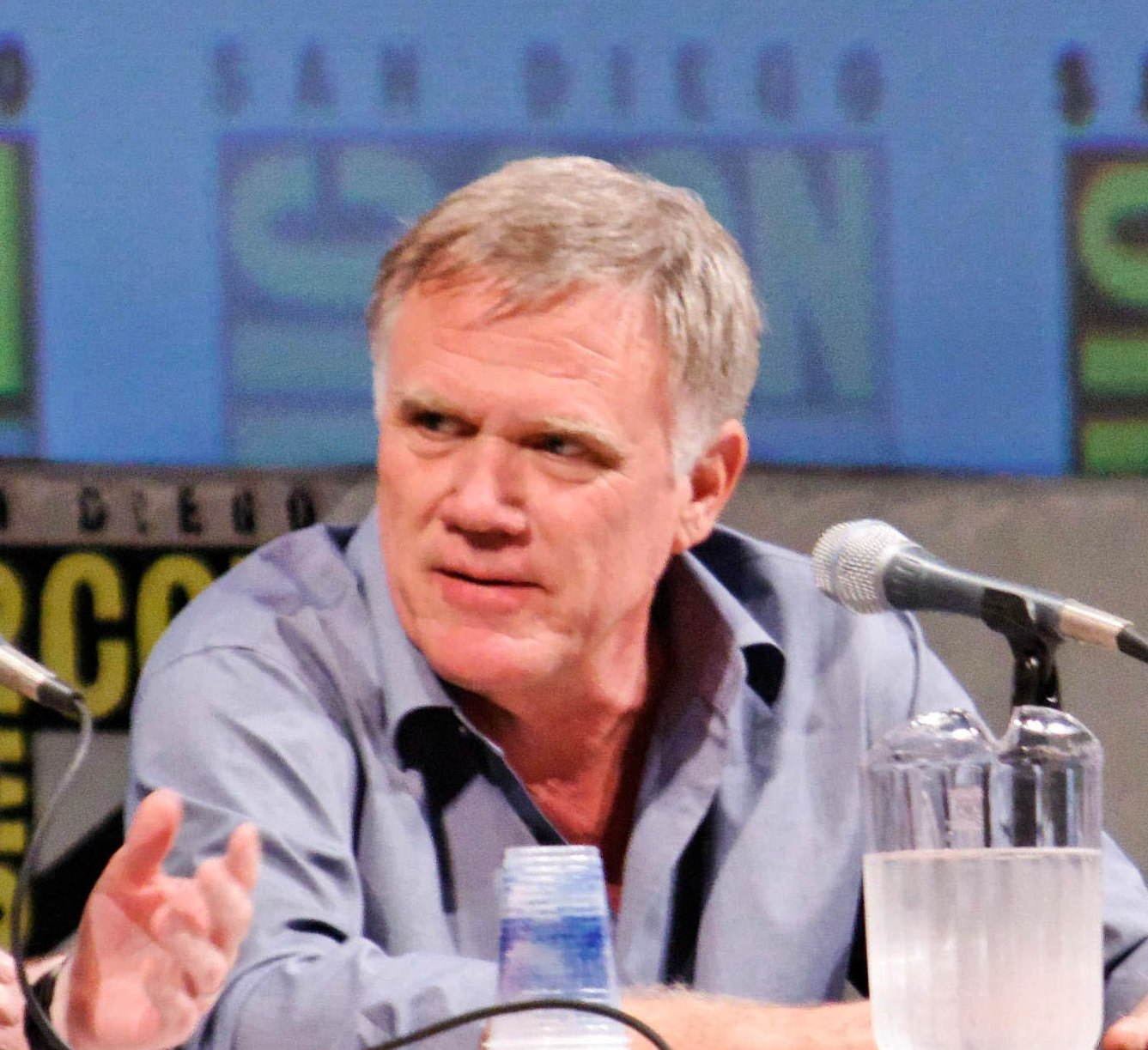
Joe Johnston (2010)

Joseph „Joe“ Johnston (* 13. Mai 1950 in Fort Worth, Texas) ist ein US-amerikanischer Designer und Regisseur.

## Leben und Karriere
Während seiner Studienzeit antwortete er Mitte der 1970er Jahre auf eine Anzeige und lernte daraufhin George Lucas kennen, der gerade auf der Suche nach Leuten für die Produktion eines großen Science-Fiction-Projekts war. Als Assistent beobachtete er die Entwicklung des Drehbuchs zum ersten Star-Wars-Film. Obwohl er zeitweise aussteigen wollte, war er maßgeblich an der Entwicklung der Charaktere Yoda und Boba Fett beteiligt.
Nach dem Besuch der USC Film School mit Lucas Empfehlung wurde 1977 Johnston zu einem der wichtigsten Szenenbildner bei Krieg der Sterne und den nachfolgenden Star-Wars- und Ewoks-Filmen. Auch an den Indiana-Jones-Filmen von Lucas und Steven Spielberg war er beteiligt.
Ende der 1980er Jahre wandte er sich eigenen Regieprojekten zu. Nach der erfolgreichen Komödie Liebling, ich habe die Kinder geschrumpft (1989) und der Mitarbeit am Zeichentrick-/Realfilm Pagemaster (1994), wollte er Regie bei Vergessene Welt: Jurassic Park führen, war aber mit Jumanji noch nicht fertig. Beim dritten Teil, sechs Jahre später, kam er schließlich zum Zuge, danach folgte Hidalgo (2004) mit Viggo Mortensen. Danach inszenierte er Wolfman (2010), gefolgt von Captain America: The First Avenger (2011), Blutiger Auftrag – Es gibt kein Entkommen (2014) und dem Fernsehfilm Lumen (2015). Zuletzt (Stand November 2018) war er neben Lasse Hallström an Der Nussknacker und die vier Reiche (2018) beteiligt.

## Filmografie (Auswahl)

### Regie
- 1989: Liebling, ich habe die Kinder geschrumpft (Honey, I Shrunk the Kids)
- 1991: Rocketeer (The Rocketeer)
- 1992: Die Abenteuer des jungen Indiana Jones (The Adventures of Young Indiana Jones: Spring Break Adventure)
- 1994: Der Pagemaster – Richies fantastische Reise (The Pagemaster)
- 1995: Jumanji
- 1999: October Sky
- 2001: Jurassic Park III
- 2004: Hidalgo – 3000 Meilen zum Ruhm (Hidalgo)
- 2010: Wolfman
- 2011: Captain America: The First Avenger
- 2014: Blutiger Auftrag – Es gibt kein Entkommen (Not Safe for Work)
- 2018: Der Nussknacker und die vier Reiche (The Nutcracker and the Four Realms)

### Visual Effects und Szenenbild
- 1977: Krieg der Sterne (Star Wars) – Regie: George Lucas
- 1978: Kampfstern Galactica (Battlestar Galactica)
- 1980: Das Imperium schlägt zurück (The Empire Strikes Back) – Regie: Irvin Kershner
- 1981: Jäger des verlorenen Schatzes (Raiders of the Lost Ark) – Regie: Steven Spielberg
- 1983: Die Rückkehr der Jedi-Ritter (Return of the Jedi) – Regie: Richard Marquand
- 1984: Indiana Jones und der Tempel des Todes (Indiana Jones and the Temple of Doom) – Regie: Steven Spielberg
- 1984: Die Ewoks – Karawane der Tapferen (The Ewok Adventure) – Regie: John Korty
- 1985: Kampf um Endor (Ewoks: The Battle for Endor) – Regie: Jim & Ken Wheat